# V polích
V polích je přírodní památka poblíž obce Zábrdí v okrese Prachatice. Chráněné území se rozkládá asi půl kilometru jižně od Zábrdí, kde zaujímá část k jihovýchodu ukloněného svahu po levé straně údolí řeky Blanice. Důvodem ochrany je bohatá lokalita vstavače kukačky (Anacamptis morio).

## Galerie

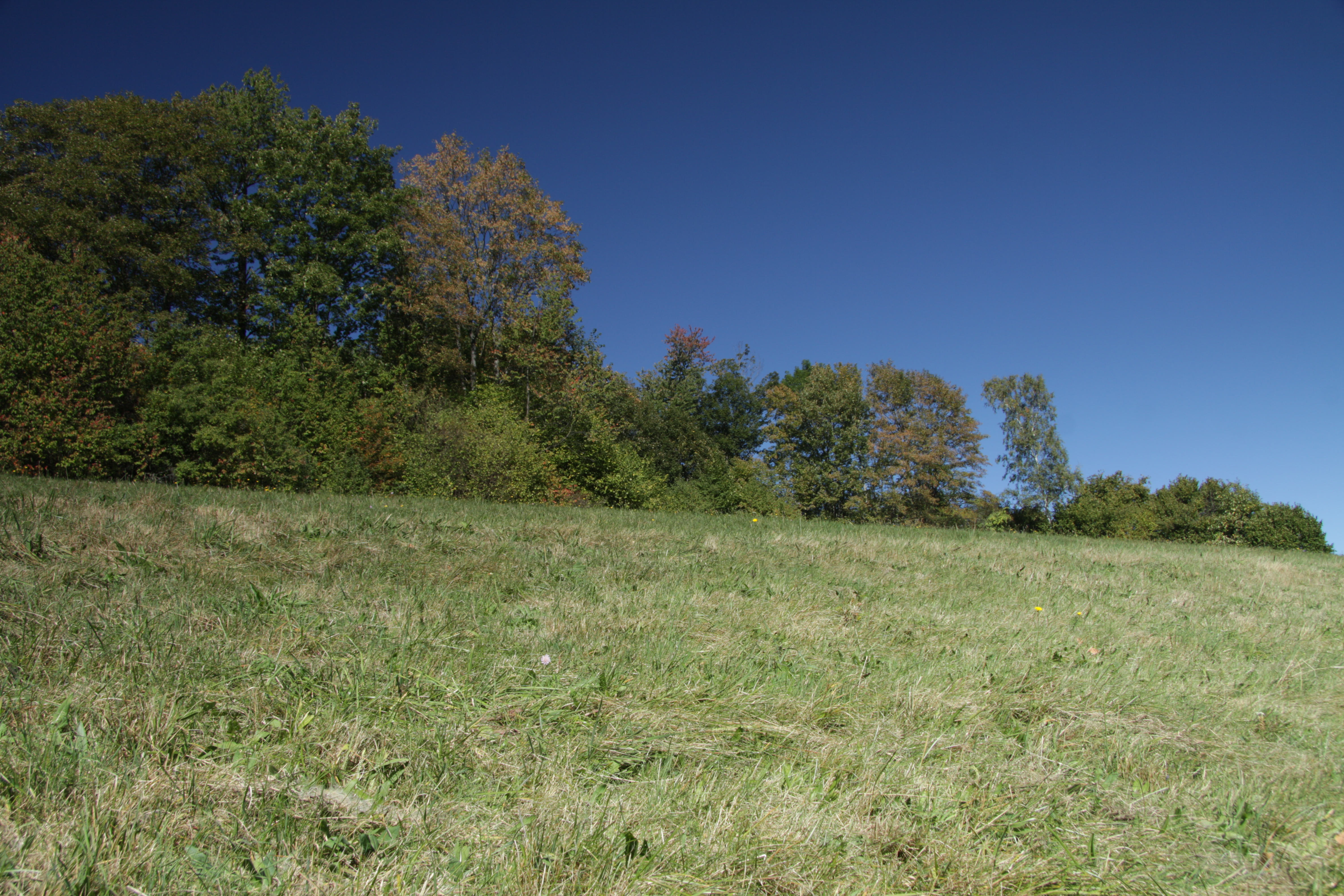
Chráněná louka v říjnu
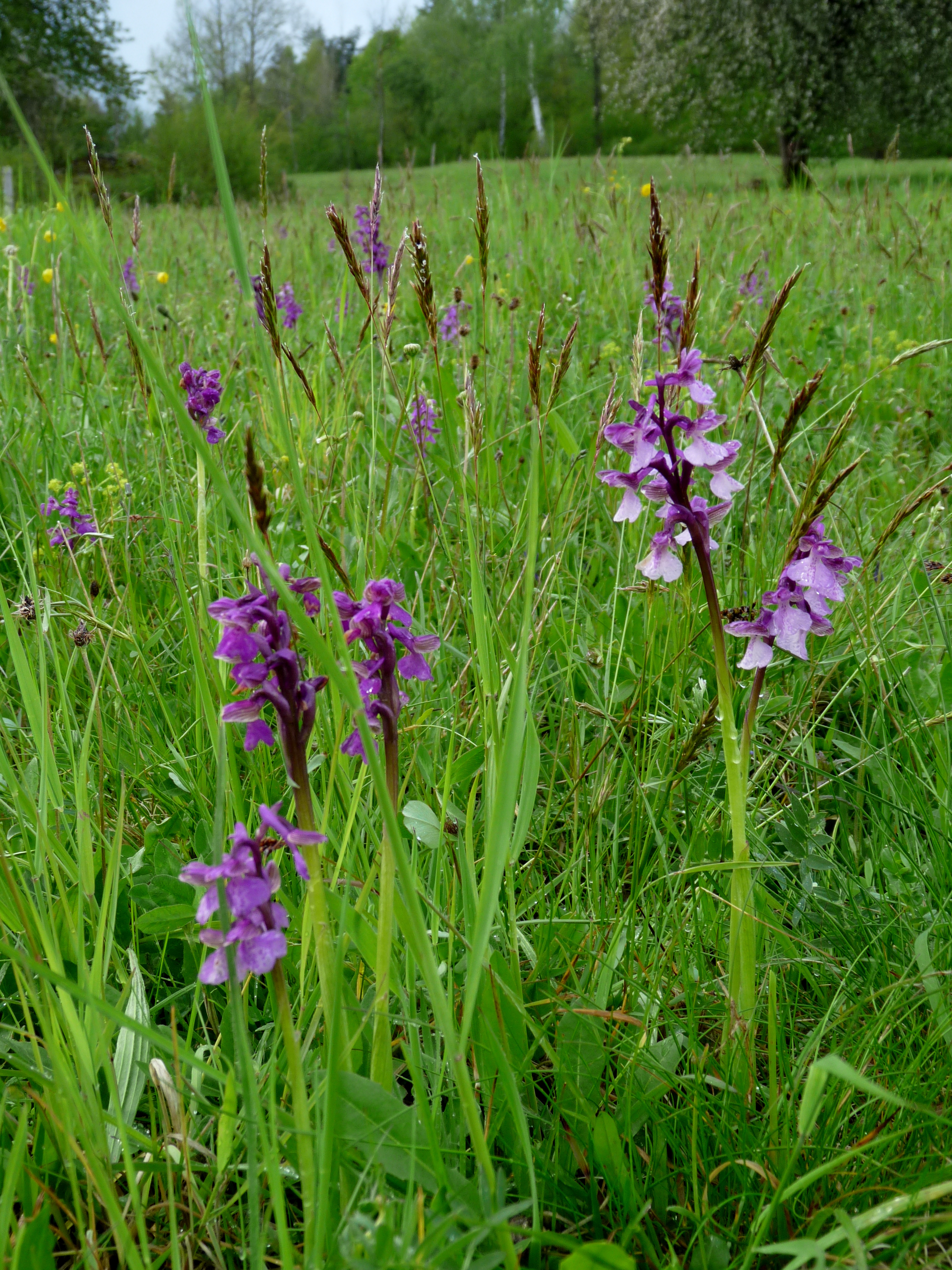
Kvetoucí vstavače
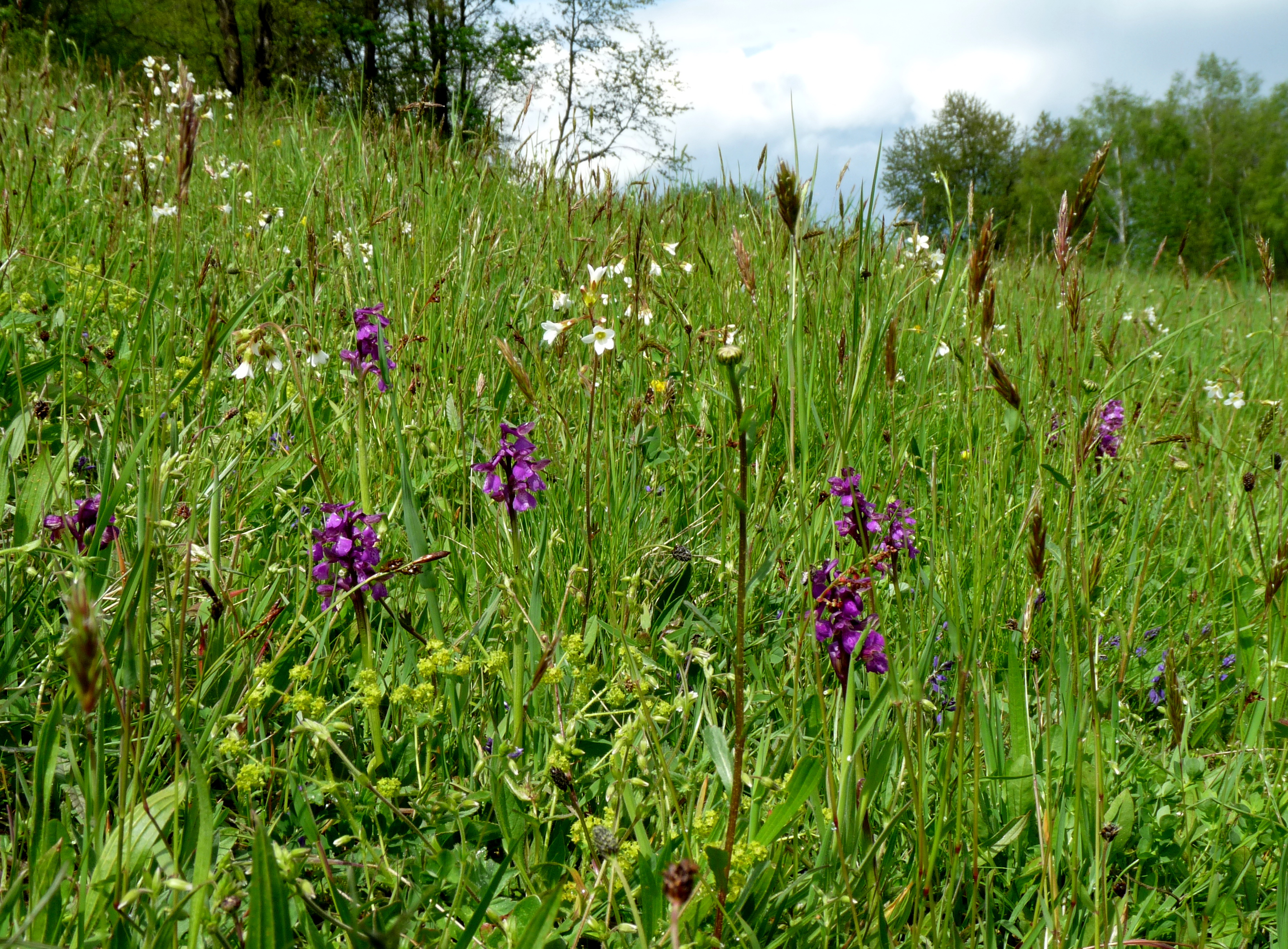
Rozkvetlá květnová louka
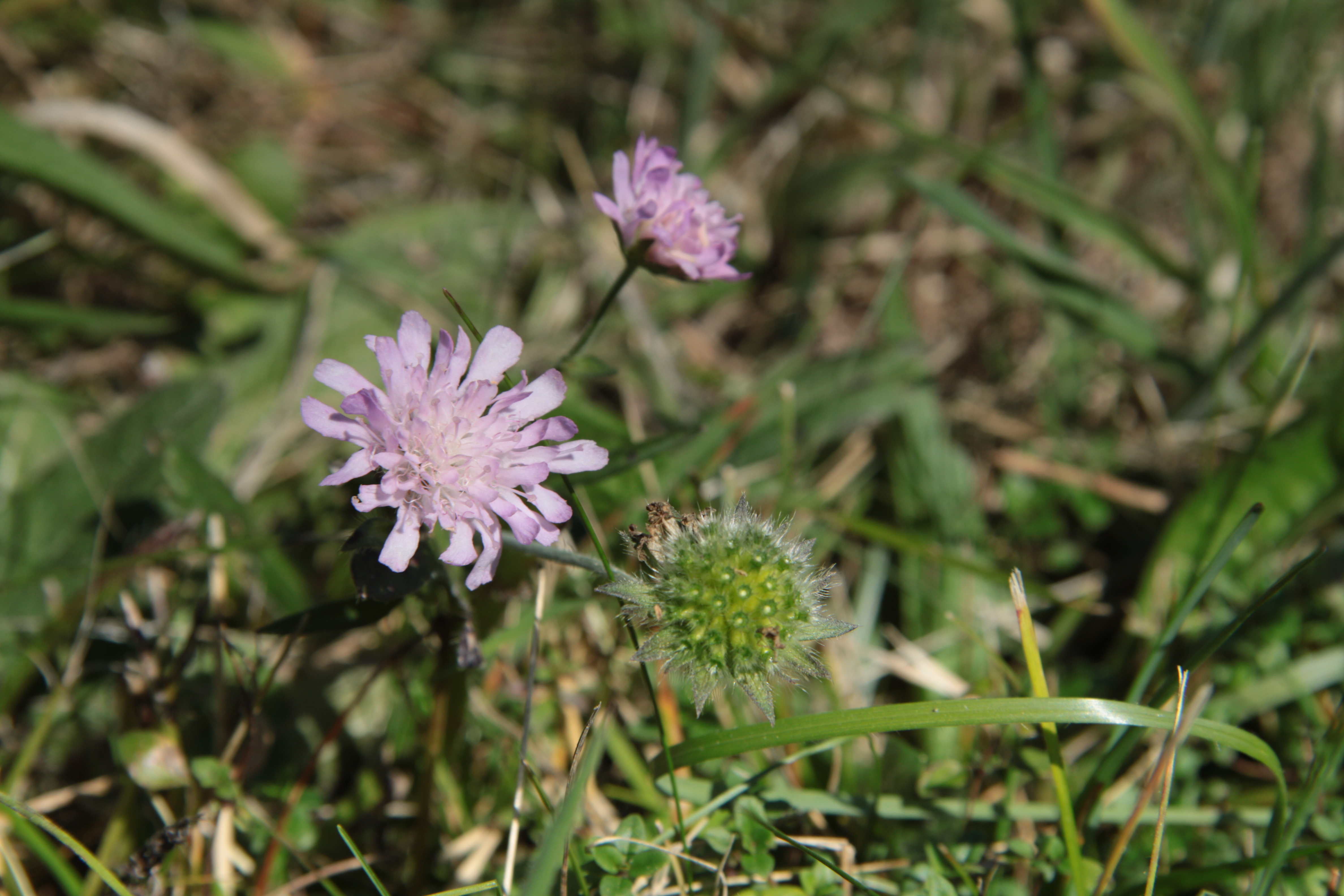
Chrastavec rolní